# Metro w Salvadorze

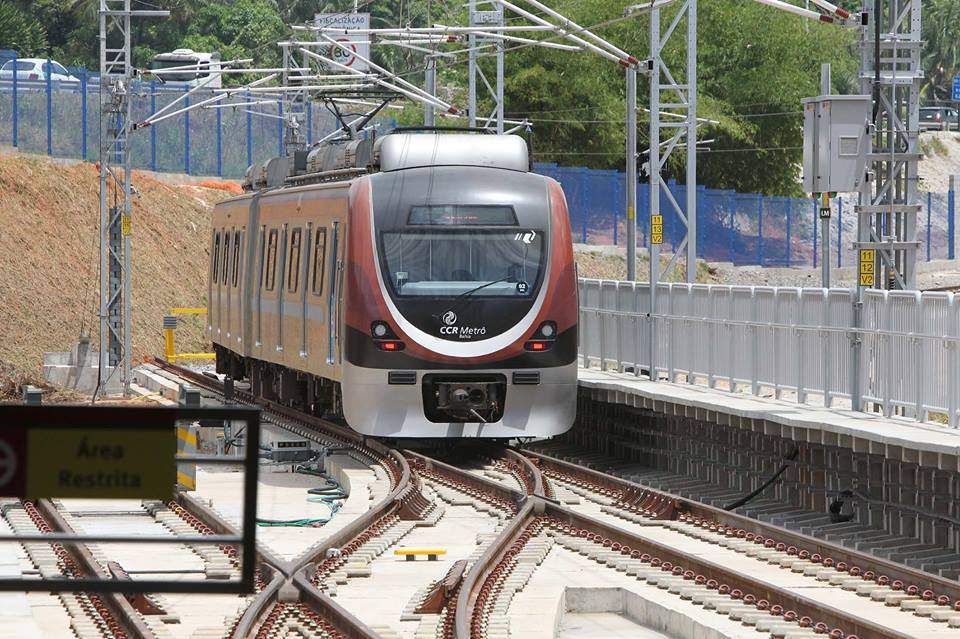
Metro w Salvadorze – stacja Pirajá (2015)

Metro w Salvadorze – system metra w brazylijskim mieście Salvador składający się z dwóch linii – czerwonej i niebieskiej.
Budowa linii 1 (czerwonej) rozpoczęła się w kwietniu 2000 roku. Otwarcie pierwszego odcinka zaplanowano na 2003 rok, ale było w następnych latach ciągle odwlekane w czasie, aż do ostatecznego otwarcia 11 czerwca 2014 roku. Uruchomiono wtedy 6 kilometrów trasy od stacji Lapa do Acesso Norte. Do następnych rozszerzeń linii dochodziło: 25 sierpnia 2014 roku (odcinek Acesso Norte – Retiro, 1,6 km nowej trasy), 23 kwietnia 2015 roku (Retiro – Bom Jua, 2,1 km) i 22 grudnia 2015 roku (Bom Jua – Piraja, 2,2 km). Tak powiększona linia osiągnęła długość 11,9 kilometrów i 8 stacji. 1,4 kilometrów trasy przebiega w tunelu a 4,8 km na estakadzie. 
Linia 2 (niebieska) liczy 19,6 kilometrów i 21 stacji, i łączy stację Acesso Norte z lotniskiem. Jej pierwszy fragment (od Acesso Norte do Rodoviaira) otwarto 5 grudnia 2016 roku, natomiast ostatnie rozszerzenie linii, do stacji Aeroporto, nastąpiło 26 kwietnia 2018 roku.
Planowane jest przedłużenie pierwszej linii do stacji Águas Claras/Cajazeiras, natomiast drugiej – do stacji Lauro de Freitas.